# Indra Ové
Indra Ové (* 1967 in Westminster, London) ist eine britische Schauspielerin.

## Leben und Karriere
Indra Ové ist die Tochter des britischen Filmemachers Horace Ové (1936–2023) und die Schwester des Künstlers Zak Ové (* 1966). 
Ihren ersten Auftritt hatte Ové 1980 in der britischen Fernsehserie The Latchkey Children. Neben Brad Pitt und Tom Cruise hatte sie einen Auftritt als Prostituierte in Interview mit einem Vampir (1994). Ein Jahr später spielte sie neben Laurence Fishburne die Bianca in Shakespeares Othello. Des Weiteren hatte sie eine kleine Rolle in Das fünfte Element (1997) als Stewardess und als Ms. Black in Resident Evil (2002).

## Filmografie (Auswahl)
- 1980: The Latchkey Children (Fernsehserie, 6 Folgen)
- 1991: The Orchid House (Fernsehserie, 2 Folgen)
- 1992: Desmond’s (Fernsehserie, eine Folge)
- 1994: The Chief (Fernsehserie, eine Folge)
- 1994: Chandler & Co (Fernsehserie, 3 Folgen)
- 1994: Soldier Soldier (Fernsehserie, eine Folge)
- 1994: Interview mit einem Vampir (Interview with the Vampire: The Vampire Chronicles)
- 1995: She’s Out (Fernsehserie, 6 Folgen)
- 1995: Othello
- 1996, 2011: Casualty (Fernsehserie, 2 Folgen)
- 1997: More Is Less (Kurzfilm)
- 1997: Das fünfte Element (The Fifth Element)
- 1998: Raumstation Unity (Space Island One, Fernsehserie, 18 Folgen)
- 1999: Cyberspace – Ein Alptraum wird wahr (The Cyberstalking, Fernsehfilm)
- 1999: Cleopatra (Miniserie, 2 Folgen)
- 1999: Wavelengths (Kurzfilm)
- 1999: Bugs (Fernsehserie, 2 Folgen)
- 2000: The Dreamer (Kurzfilm)
- 2000–2002: Attachments (Fernsehserie)
- 2001: Fallen Dreams
- 2002: Resident Evil
- 2002: Club Le Monde
- 2003: It’s All About Love
- 2003–2007, 2015: Holby City (Fernsehserie, 10 Folgen)
- 2003–2007: Doctors (Fernsehserie, 2 Folgen)
- 2005: The New Worst Witch (Fernsehserie, 3 Folgen)
- 2006: The Best Man (Fernsehfilm)
- 2006: Blinding Lights (Kurzfilm)
- 2008: Inspector Barnaby (Midsomer Murders, Fernsehserie, 1 Folge)
- 2009: My One and Only
- 2009: Der Wächter des Hades (Hellhounds, Fernsehfilm)
- 2011: Il maestro (Kurzfilm)
- 2012: Wonder (Kurzfilm)
- 2013: Mr Invisible (Kurzfilm)
- 2014: Topsy and Tim (Fernsehserie, 1 Folge)
- 2017: Tanz ins Leben (Finding Your Feet)
- 2018: Second Spring
- 2018: Requiem (Fernsehserie, 1 Folge)
- 2018: Marcella (Fernsehserie, 1 Folge)
- 2019: Death in Paradise (Fernsehserie, 1 Folge)
- 2019: Good Omens (Fernsehserie, 1 Folge)
- 2020: Richard II
- 2021–2023: Sex Education (Fernsehserie, 8 Folgen)
- 2024: The Acolyte (Fernsehserie, 1 Folge)